# Luddskallra
Luddskallra (Rhinanthus alectorolophus) är en snyltrotsväxtart som först beskrevs av Giovanni Antonio Scopoli, och fick sitt nu gällande namn av Johann Adam Pollich. Enligt Catalogue of Life ingår Luddskallra i släktet skallror och familjen snyltrotsväxter, men enligt Dyntaxa är tillhörigheten istället släktet skallror och familjen snyltrotsväxter. Arten har ej påträffats i Sverige. Inga underarter finns listade i Catalogue of Life.

## Bildgalleri

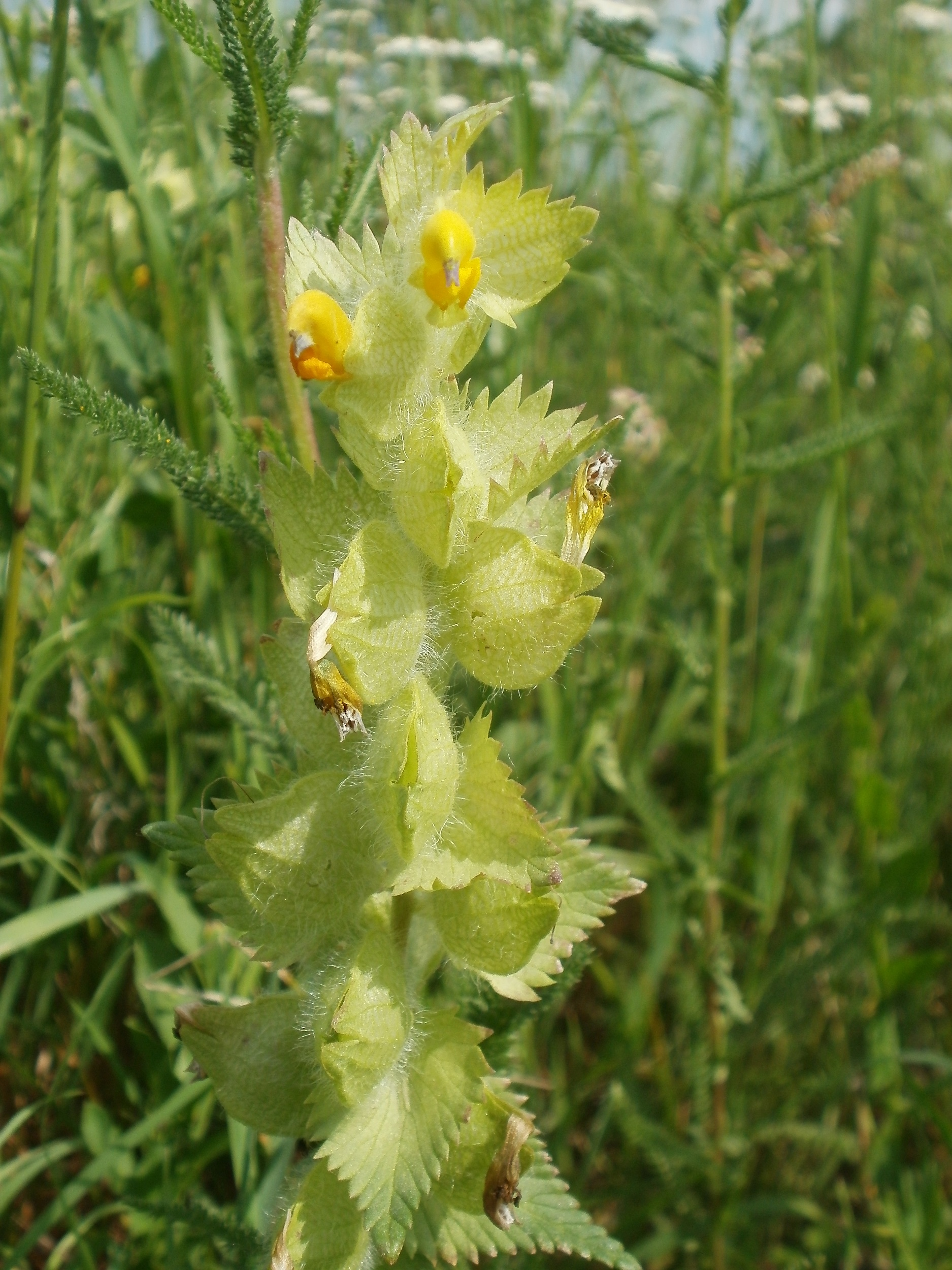
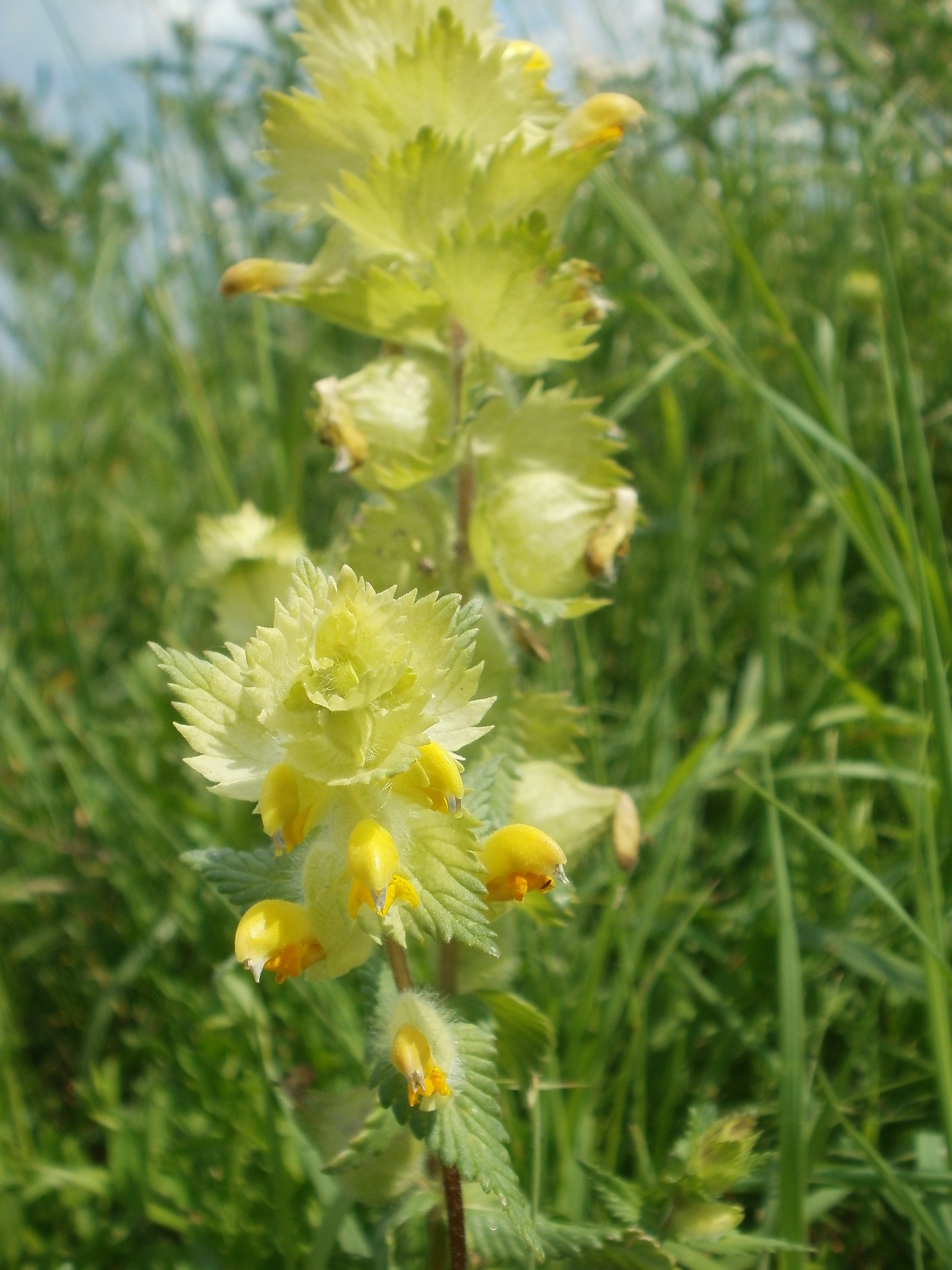
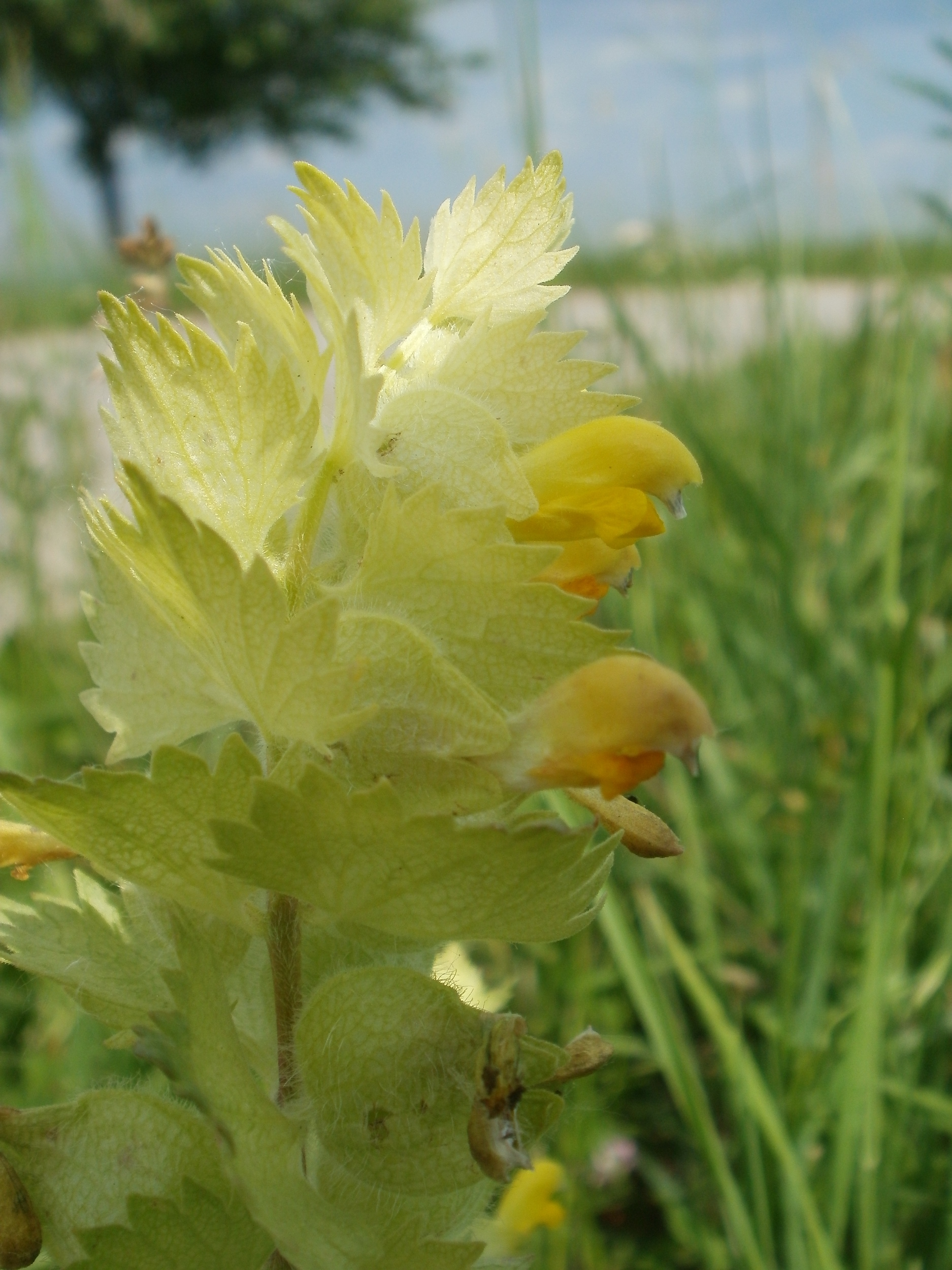
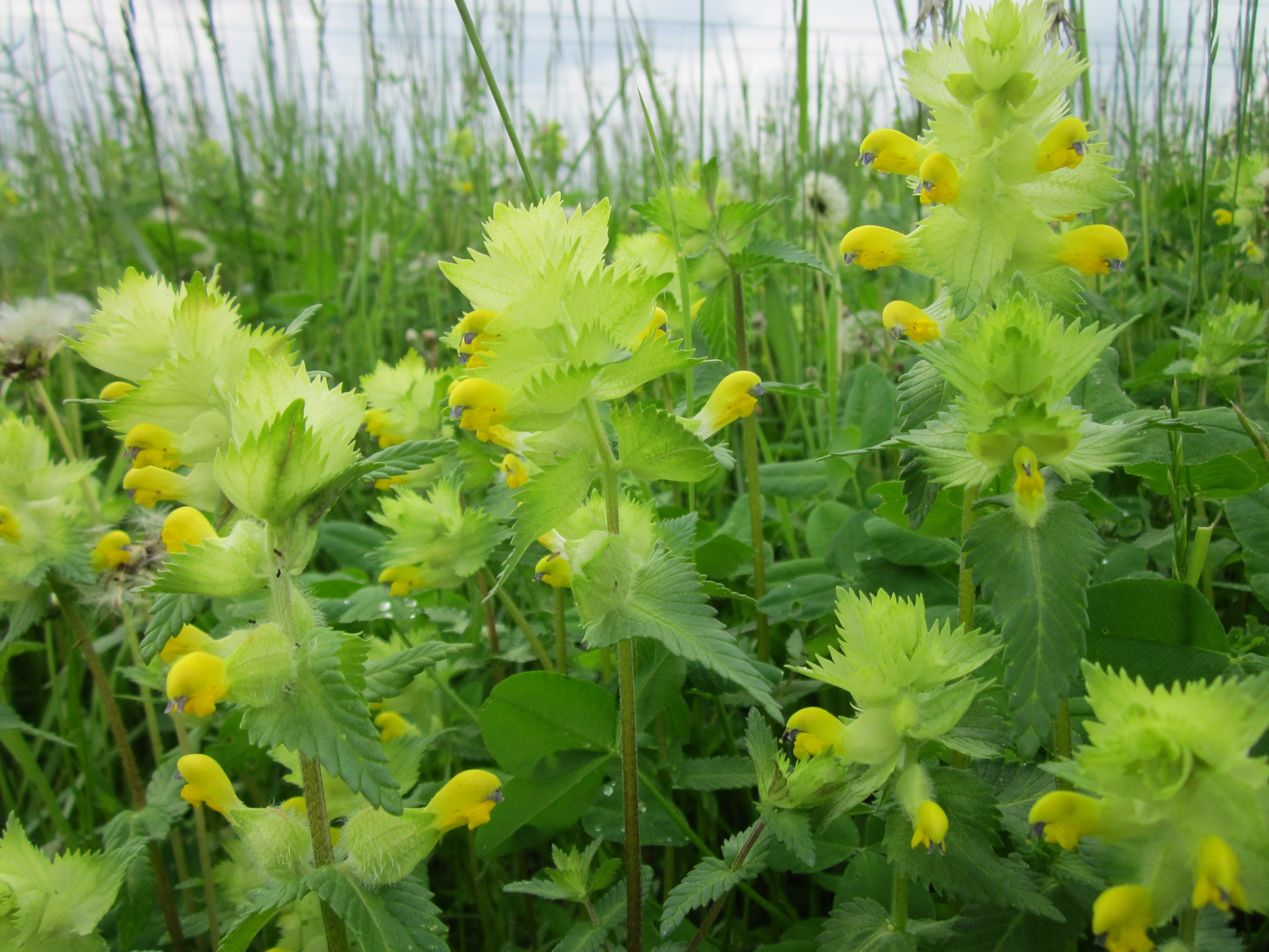
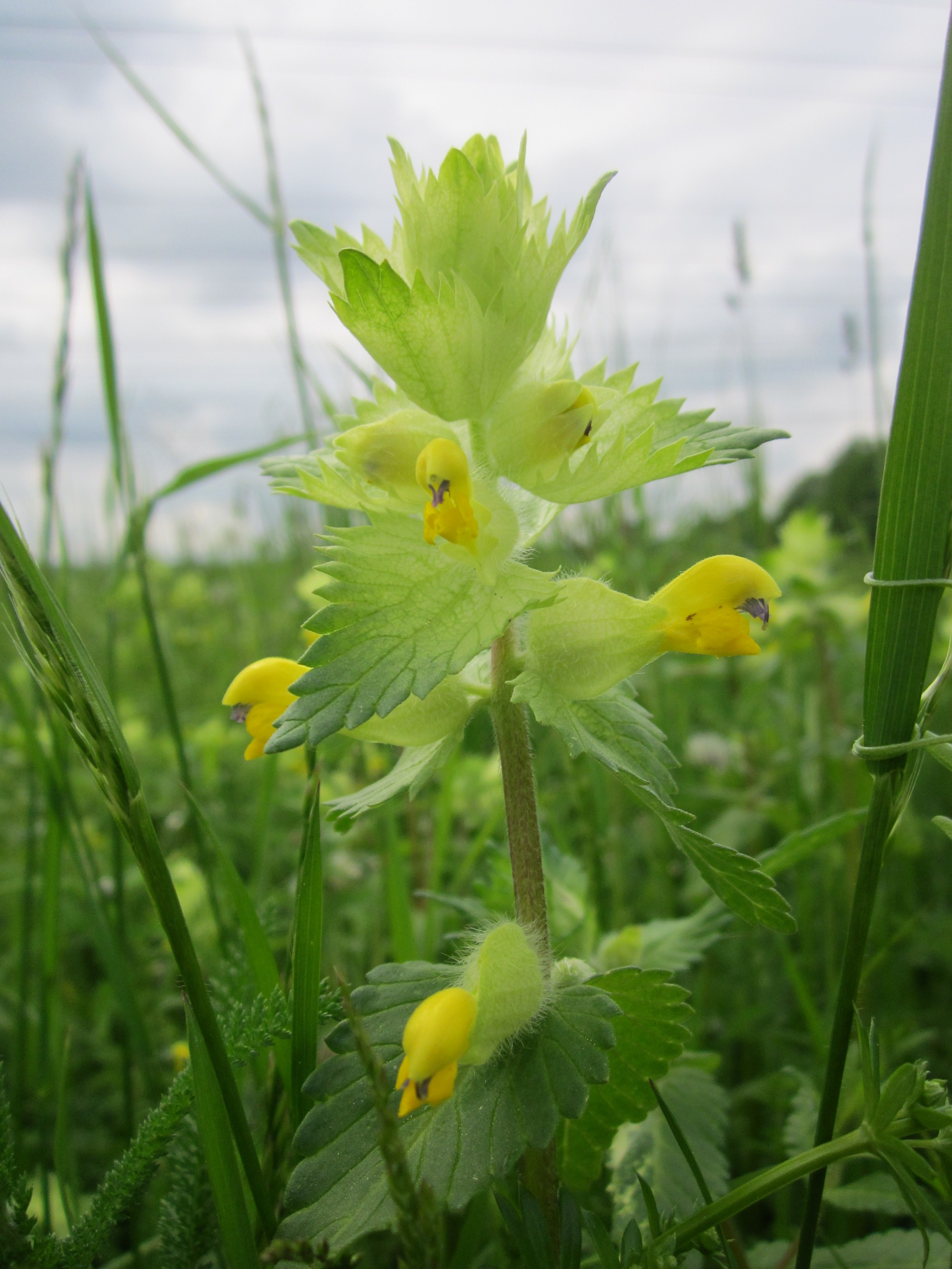
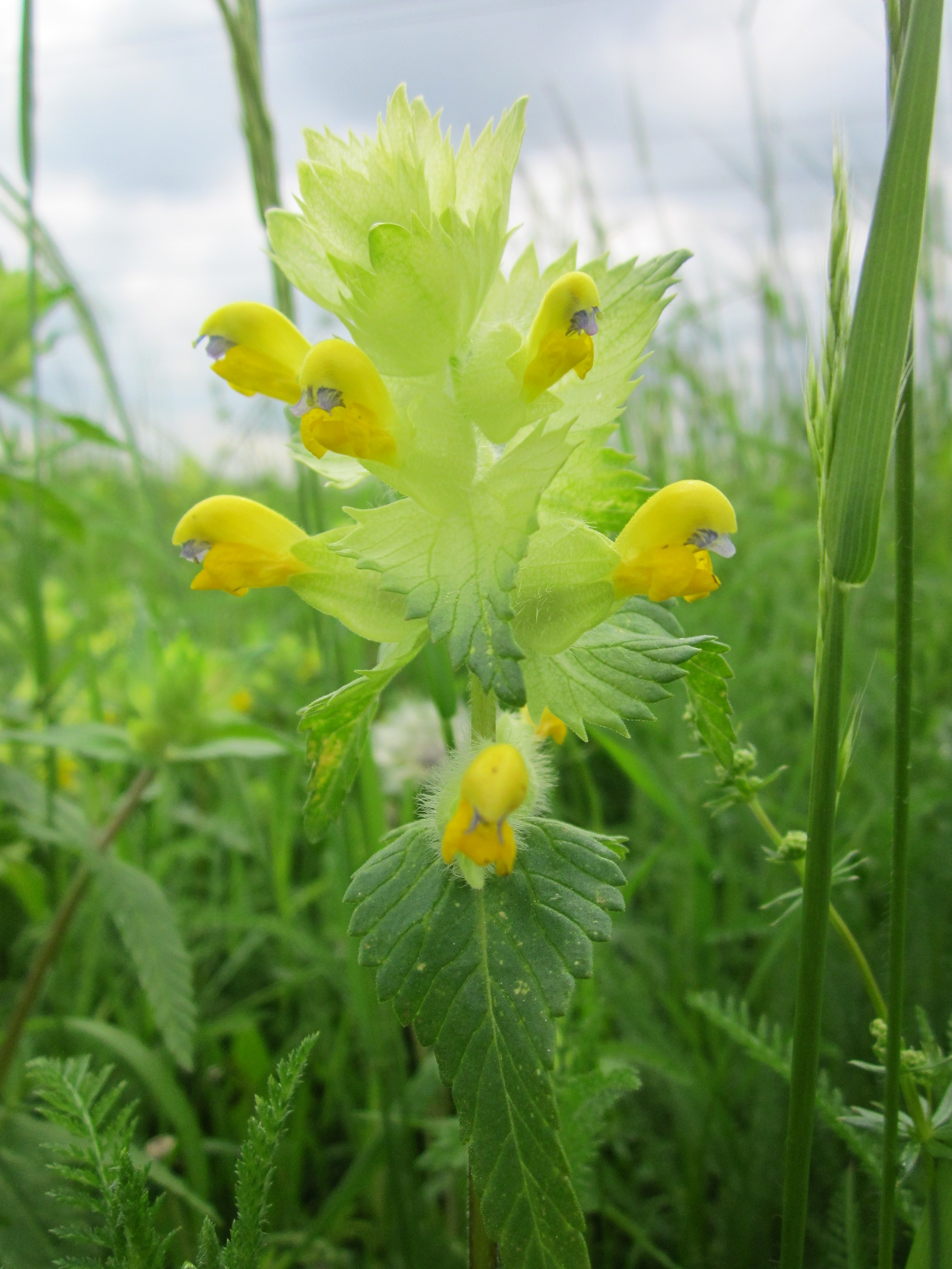